# 1636
1636 (MDCXXXVI) byl rok, který dle gregoriánského kalendáře započal úterým a skončil ve středu a byl přestupný.

## Události
- 8. září – v anglické kolonii Massachusetts založena Harvard University
- na Moravě zřízen nejvyšší úřad správní a soudní pro správu Moravského markrabství – tzv. tribunál
- 24. září – proběhla bitva třicetileté války bitva u Wittstocku
- v Levoči vyšel poprvé evangelický kancionál Cithara sanctorum

### Probíhající události
- 1568–1648 – Nizozemská revoluce
- 1568–1648 – Osmdesátiletá válka
- 1618–1648 – Třicetiletá válka
- 1635–1659 – Francouzsko-španělská válka
- 1636–1638 – Pequotská válka

## Narození

#### Česko
- 16. února – Bohumír Kapoun ze Svojkova, 4. biskup královéhradecký († 18. září 1701)
- 02. července – Daniel Speer, spisovatel, hudební skladatel, interpret a pedagog († 5. října 1707)
- 14. července – Ferdinand Bonaventura z Harrachu, rakouský státník, diplomat a dvořan († 15. června 1706)
- neznámé datum
  - Martin Antonín Lublinský, člen řádu augustiniánů, malíř a filosof († 1690)
  - Václav Vojtěch Červenka z Věžňova, českýkatolický duchovní, spisovatel a historik († 1694)

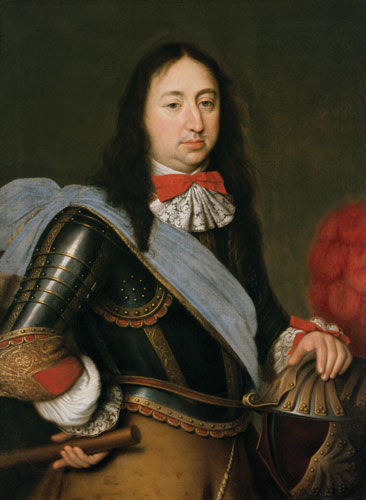
Ferdinand Maria Bavorský (* 31. října)

#### Svět
- 18. ledna – Ján Burius, slovenský evangelický kazatel, historik a spisovatel († 1689)
- 06. května – Laura Mancini, neteř kardinála Mazarina († 8. února 1657)
- 15. července – Christian Knorr von Rosenroth, německý učenec, básník († 4. května nebo 8. května 1689)
- 25. září – Ferdinand z Ditrichštejna, nejvyšší císařský soudce, nejvyšší komoří a moravský zemský hejtman († 28. listopadu 1698)
- 28. září – Žofie Dorotea Šlesvicko-Holštýnsko-Sonderbursko-Glücksburská, německá šlechtična († 6. srpna 1689)
- 23. října – Hedvika Eleonora Holštýnsko-Gottorpská, švédská královna, manželka Karla X. Gustava († 24. listopadu 1715)
- 31. října – Ferdinand Maria Bavorský, bavorský kurfiřt († 26. května 1679)
- 01. listopadu – Nicolas Boileau, francouzský historik a literární teoretik († 13. března 1711)
- 06. listopadu – Jindřiška Adéla Marie Savojská, savojská princezna a manželka bavorského kurfiřta Ferdinanda Maria Bavorského († 13. června 1676)
- 30. listopadu – pokřtěn Adriaen van de Velde, holandský malíř a grafik († pohřben 21. ledna 1672)
- neznámé datum
  - Libéral Bruant, francouzský architekt († 22. listopadu 1697)
  - Melchiorre Cafà, maltský barokní sochař († 4. září 1667)
  - Pierre-Esprit Radisson, francouzský dobrodruh, cestovatel a obchodník († 1710)
  - Nikolaj Gavrilovič Spafarij, moldavský šlechtic a diplomat († 1708)
  - Songgotu, mandžuský politik a státník v říši Čching († 1703)

## Úmrtí

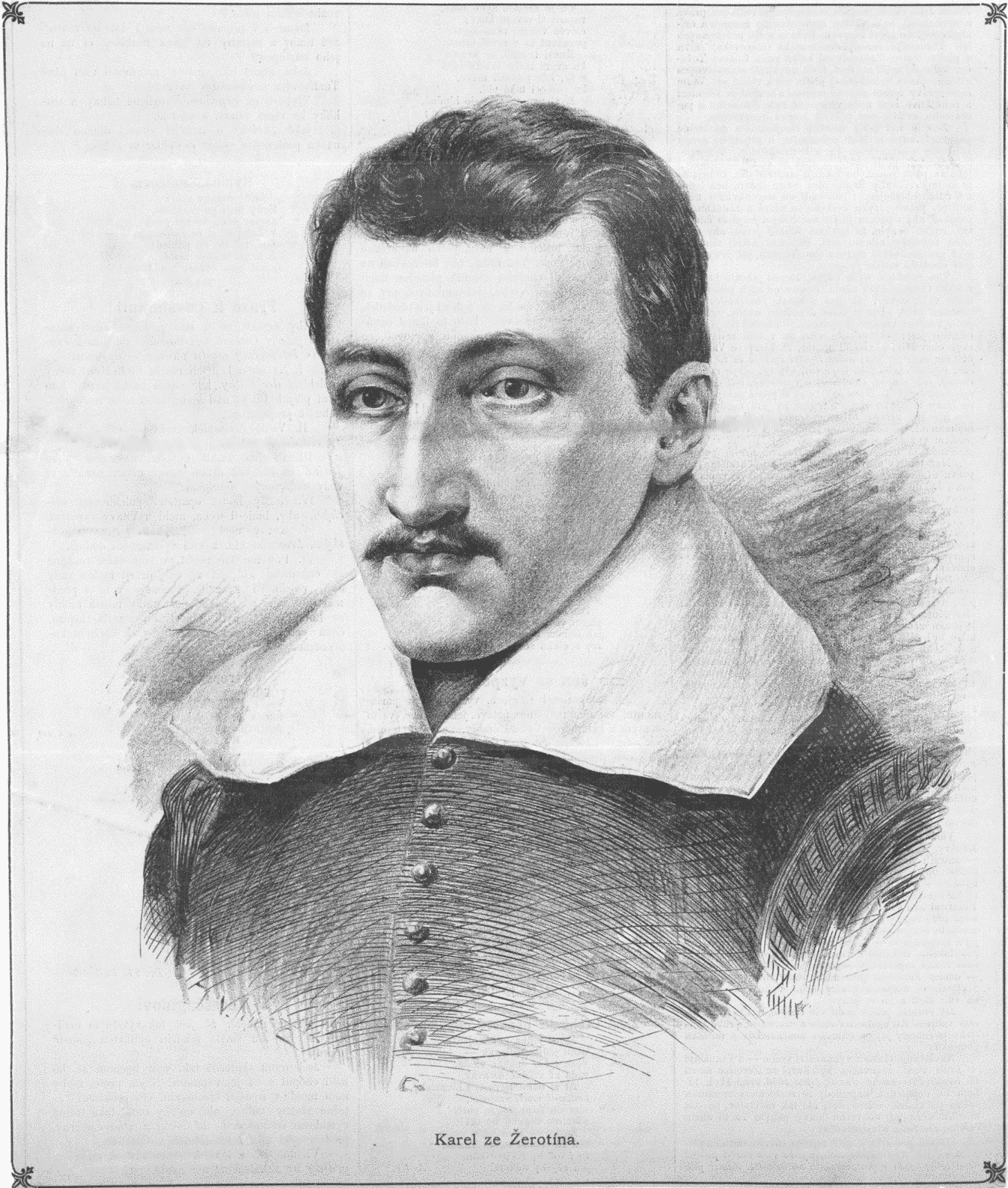
Karel starší ze Žerotína († 9. října)

#### Česko
- 26. května – Adam Benedikt Bavorovský, římskokatolický duchovní, původně rajhradský benediktin (* ?)
- 19. září – František kardinál z Ditrichštejna, kníže a biskup olomoucký, rádce 4 habsburských císařů (* 22. srpna 1570)
- 09. října – Karel starší ze Žerotína, český (resp. moravský) šlechtic a politik (* 15. září 1564)
- 20. října – Jaroslav Kladenský z Kladna, šlechtic (* kolem 1579)
- neznámé datum
  - Daniel Alexius z Květné, pražský malíř období renesance a manýrismu (* ?)

#### Svět
- 13. února – Barbara Žofie Braniborská, princezna braniborská a vévodkyně württemberská (* 16. listopadu 1584)
- 22. února – Santorio Santorio, italský lékař a vynálezce (* 29. března 1561)
- 17. května – Domenico Passignano, italský malíř (* 29. ledna 1559)
- 27. června – Masamune Date, japonský daimjó (* 5. září 1567)
- 18. srpna – Michal Sendivoj ze Skorska, polský chemik a alchymista (* 2. února 1566)
- neznámé datum
  - Rudolf z Thunu, šlechtic z tyrolského rodu Thunů (* 12. února 1597)
  - Michal Sendivoj ze Skorska, polský šlechtic, alchymista, filosof a lékař (* 2. února 1566)
  - Tung Čchi-čchang, čínský učenec mingského období (* 1555)

## Hlavy států
- Anglie – Karel I. (1625–1649)
- Francie – Ludvík XIII. (1610–1643)
- Habsburská monarchie – Ferdinand II. (1619–1637)
- Osmanská říše – Murad IV. (1623–1640)
- Polsko-litevská unie – Vladislav IV. Vasa (1632–1648)
- Rusko – Michail I. (1613–1645)
- Španělsko – Filip IV. (1621–1665)
- Švédsko – Kristýna I. (1632–1654)
- Papež – Urban VIII. (1623–1644)
- Perská říše – Safí I.